# Георги Нузов
Георги Кузманов Нузов е български революционер, деец на Вътрешната македоно-одринска революционна организация.

## Биография
Георги Нузов е роден в битолското село Смилево, тогава в Османската империя, днес в Северна Македония. В 1902 година е заклет като член на ВМОРО от войводата Стоян Донски и учителя в Смилево Иван Делев от Охрид. До 1903 година Нузов е легален деец на Организацията с ранг десетник - съпровожда и посреща чети, дава патрули, служи като куриер и се грижи за снабдяване с оръжие и муниции. Участва в акциите на смилевската милиция при пробиването на обсадите на Йордан Пиперката в Брезово и на Славейко Арсов в Избища. Преди въстанието е десетник в една от смилевските чети, начело с учителя Димче Тръпков и с нея участва в пет сражения по време на Илинденско-Преображенското въстание - при нападението над аскера в Смилево, при контранастъплението на османците срещу селото, при което то е изгорено, и в голямото сражение на 13 септември при Боища.
След разгрома на въстанието се възползва от амнистията и се легализира в Битоля. Продължава да се занимава с революционна дейност, като е съдия на Оргинизацията.